# Thuraya 3
O Thuraya 3 é um satélite de comunicação geoestacionário estadunidense construído pela Boeing. Ele está localizado na posição orbital de 98,5 graus de longitude leste e é operado pela Thuraya. O satélite foi baseado na plataforma BSS-GEM (Geomobile) e sua expectativa de vida útil é de 15 anos.

## História
O Thuraya 3 está entre os primeiros satélites da Boeing  da série GEM (Geomobile). Esta linha de produtos expande ofertas da Boeing além fabrico de satélites, Esta linha de produtos expandiu as ofertas da Boeing além da fabricação de satélites, para integrar um satélite geoestacionária de alta potência (derivado do Boeing BSS-702) com um segmento de solo e aparelhos para o usuário, para fornecer uma ampla gama de serviços de voz por celular e serviços de dados sobre uma grande região geográfica. O segmento terrestre da Thuraya inclui gateways terrestres, além de um centro de operações de rede e facilidade de controle de satélites a partir dos Emirados Árabes Unidos.
O Thuraya 3 teve seus painéis solares redesenhado, como as matrizes originais concentradoras tiveram um problema de embaçamento e reduzindo o desempenho.

## Lançamento
O satélite foi lançado com sucesso ao espaço no dia 15 de janeiro de 2008, às 11:49 UTC, por meio de um veículo Zenit-3SL, lançado a partir da plataforma de lançamento da Sea Launch, a Odyssey. Ele tinha uma massa de lançamento de 5.177 kg.